# Landsberg am Lech
Landsberg am Lech je velké okresní město a správní sídlo v Bavorsku. Centrum leží na Romantické cestě.
Město se nachází 55 km západně od Mnichova na řece Lechu, podle níž se jmenuje okolní kraj Lechrain. V současnosti zde žije přibližně 30 tisíc obyvatel. Ve středověku zde ležela osada Phetine, na jejímž místě založil roku 1158 vévoda Jindřich Lev pevnost Castrum Landespurch. Město má zachované historické centrum s památkami jako je radnice, farní kostel Nanebevzetí Panny Marie a brána Bayertor z 15. století.
Landsberg proslul velkou věznicí, v níž byl po nezdařeném pivním puči internován Adolf Hitler a napsal zde svůj programový spis Mein Kampf. Za druhé světové války zde byl největší koncentrační tábor na území vlastního Německa, který po osvobození sloužil jako útočiště válečných uprchlíků. Později zde byli vězněni a popravováni nacističtí váleční zločinci.
Narodil se zde nositel Nobelovy ceny za fyziologii a lékařství Erwin Neher. Ve městě žil v exilu český sochař Lubo Kristek, před městským muzeem stojí jeho socha Pěti smyslů.

## Partnerská města
- Hudson, USA
- Saint-Laurent-du-Var, Francie
- Waldheim, Německo
- Rocca di Papa, Itálie
- Bushey, Spojené království
- Siófok, Maďarsko